# Verdensmesterskabet i fodbold 2006 - finalen
Finalen om verdensmesterskabet i fodbold 2006 var den 18. finale siden turneringens etablering i 1930. Den blev spillet den 9. juli 2006 foran 69.000 tilskuere på Olympiastadion i den tyske hovedstad Berlin, og skulle finde vinderen af VM i fodbold 2006. De deltagende hold var Italien og Frankrig. Italienerne vandt kampen efter straffesparkskonkurrence, da den ordinære og forlængede spilletid endte 1-1. Dette var fjerde gang at italienerne blev verdensmestre.
I 2. halvleg af den forlængede spilletid blev Frankrigs anfører Zinedine Zidane udvist, efter han gav en skalle ind i italienske Marco Materazzis brystkasse, efter en verbal provokation. Zidane havde inden kampen meddelt, at han ville stoppe den aktive karriere efter finalen, som derfor blev hans sidste.
Kampen blev ledet af den argentinske dommer Horacio Elizondo, hvilket var hans fjerde kamp i turneringen.
Kampen var ufatteligt lige, men endte til sidst med en sejr til Italien med  5-3 efter straffesparkskonkurrencen.

## Kampen

### Detaljer
| 9. juli 2006 20:00 |

| Italien                                   | 1 – 1                    | Frankrig                        |
| ----------------------------------------- | ------------------------ | ------------------------------- |
| Materazzi 19'                             | Rapport                  | 7' (str.) Zidane                |
|                                           | Straffesparkskonkurrence |                                 |
| Pirlo Materazzi De Rossi Del Piero Grosso | 5–3                      | Wiltord Trezeguet Abidal Sagnol |

| Olympiastadion, Berlin Tilskuere: 69.000 Dommer: Horacio Elizondo (Argentina) |

| Italien | Frankrig |